# Hamílcar
Hamílcar (llatí: Hamilcar) o Amílcar (en grec antic: Ἀμίλκας, Amilkas) és un nom de fonts d'origen cartaginès. Prové de la llatinització d'un nom púnic, que bé podria ser 𐤇𐤌𐤋𐤊 (ḥmlk, 'el rei és graciós') o, més aviat, 𐤇𐤌𐤋𐤒𐤓𐤕 (ḥmlqrt, 'Melcart és graciós'); la incertesa prové de la confusió d'aquest nom en les fonts grecoromanes amb el d'Himilcó, i possiblement amb un altre nom, Hamilcó, que les fonts grecoromanes no distingeixen. En qualsevol cas, fou un nom comú en la civilització cartaginesa, i en el món grecoromà fou molt conegut principalment per mor d'Hamílcar Barca, general a la Primera Guerra Púnica i pare d'Hanníbal i Hasdrúbal.
Modernament, a partir del Renaixement, el nom ha tengut certa difusió a l'Europa occidental, i és usat en la hispanofonia, la lusofonia i la italofonia.

## Personatges

### Cartaginesos
Els següents personatges de la història de Cartago portaren el nom d'Hamílcar:
- Hamílcar Magó (1), fill d'Hannó, general del segle v aC
- Hamílcar, fill d'Hannó, general del segle v aC
- Hamílcar (2), general del segle iv aC que lluità contra Timoleont
- Hamílcar el Rodi (3), enviat com a ambaixador a la cort d'Alexandre el Gran
- Hamílcar (4), general del segle iv aC que s'alià amb Agàtocles de Siracusa
- Hamílcar (5), general del segle iv aC que lluità contra Agàtocles
- Hamílcar (6), general de la Primera Guerra Púnica, vencedor a la batalla de Termes i derrotat en la batalla del cap Ècnomus
- Hamílcar Barca (7), general destacat al final de la Primera Guerra Púnica, a la Guerra dels Mercenaris i en la conquesta de la Península Ibèrica, pare d'Hanníbal i Hasdrúbal
- Hamílcar (8), governador a Malta al començament de la Segona Guerra Púnica
- Hamílcar o Hanníbal, fill de Bomílcar, general de la Segona Guerra Púnica que operà a Hispània
- Hamílcar, general de la Segona Guerra Púnica que operà a Sardenya
- Hamílcar, general de la Segona Guerra Púnica que conquerí Locres Epizefiris
- Hamílcar (9), general destacat els anys després de la Segona Guerra Púnica que operà a la Gàl·lia Cisalpina
- Hamílcar el Samnita (10), general del segle i aC que va combatre contra el rei Massinissa de Numídia
- Hamílcar (11), general del segle i aC que va negociar amb Roma per evitar la Tercera Guerra Púnica
- Hamílcar Fàmees (segons Polibi) o Himilcó Fàmees (segons Apià), general de la Tercera Guerra Púnica

### Moderns
- Amilcare Ponchielli (1834-1886), compositor llombard
- Amilcare Cipriani (1844-1918), anarquista italià
- Amilcare Zanella (1873-1949), compositor emilià
- Amílcar de Sousa (1876-1940), metge portuguès
- Amílcar Barbuy (1893-1865), futbolista brasiler
- Amílcar Vasconcellos (1915-1999), polític uruguaià
- Amílcar Cabral (1924-1973), líder anticolonial de la Guinea Portuguesa
- Amílcar Henríquez (1983-2017), futbolista panameny

## Altres
- Amilcare in Cipro, òpera del compositor Giovanni Paolo Colonna (it) estrenada el 1692
- Amilcar (fr), empresa francesa d'automòbils, activa de 1921 a 1939
- General Aircraft Hamilcar (en), sèrie de planadors britànics a la Segona Guerra Mundial
- Amílcar Cabral, pel·lícula de 2001 dirigida per Ana Ramos Lisboa